# Hospital Occidental de Managua "Dr. Fernando Vélez Paiz"
El Hospital Occidental de Managua "Dr. Fernando Vélez Paiz" es un centro hospitalario ubicado en Managua (Nicaragua). El nombre es un homenaje al, reconocido internacionalmente, doctor Fernando Vélez Paiz, médico de profesión y nicaragüense de nacimiento. Fue inaugurado el 23 de enero de 2018. Sustituyó al viejo Hospital Velez Paiz que fue demolido en 2014, debido al terremoto de Nagarote. 

## Construcción
Se necesitaron 1.817 trabajadores para llevar a cabo este proyecto, entre ingenieros, albañiles, carpinteros, armadores, maestros de obra, electricistas y bodegueros, entre otros. Esta obra duró alrededor de 36 meses a lo cual, añadiendo los procesos previos de diseño y licitación, abarca un periodo total de siete años.

## Características
Con un área de 25.000 metros cuadrados, se trata del hospital más grande del país en el momento de su construcción. Cuenta con 373 camas, 1.100 trabajadores, 9 quirófanos y capacidad para atender a 2.000 personas por día, así como capacidad para 1.000 exámenes generales, 800 consultas médicas, 50 cirugías programadas y 20 cirugías ambulatorias a diario.
Adicionalmente este hospital cuenta con plantas de emergencia, pozo interno de agua potable, plantas de generación de gases médicos, central de climatización, caldera antiexplosiva, autoclave con triturador, sistema de control electrónico, sistema contra incendio y sistema de vigilancia para la seguridad a través de cámara.